# Pat Buchanan
Patrick Joseph Buchanan, més conegut com a Pat Buchanan, és un polític i comentarista polític conservador estatunidenc. Va ser assistent i consultor dels presidents republicans Nixon, Ford i Reagan. El 1992 i 1996 va buscar la nominació per les eleccions presidencials pel Partit Republicà, i el 2000 s'hi va presentar com a candidat del Reform Party.
Ha defensat el proteccionisme i l'aïllacionisme i la restricció de la immigració, i es va oposar la intervenció dels Estats Units a la guerra del Golf i la guerra de l'Irak.